# Природни науки
Природни науки, наречени също естествени науки са науки, чиято цел е изучаването, описването, разбирането и предсказването на природните явления на основата на наблюдения, експерименти и теоретично моделиране. Основна причина за въвеждането на понятието природни науки е те да бъдат разграничавани от хуманитарните и социалните науки, които изследват различните аспекти културното, социалното и индивидуалното развитие на човека и човешкото общество.
За основа на природните науки трябва да се счита естествознанието (природознанието).
Природните науки могат да бъдат разделени на два основни клона – науки за живота и физически науки. Науката за живота е известна като биология, а физическата наука е разделена на клонове: физика, химия, науки за Земята и астрономия. Тези клонове на естествените науки могат да бъдат допълнително разделени на по-специализирани клонове (известни също като области). Като емпирични науки, естествените науки използват инструменти от формалните науки, като математика и логика, преобразувайки информация за природата в измервания, които могат да бъдат обяснени като ясни твърдения на „законите на природата“.
Съвременната естествена наука успява по-класически подходи към естествената философия, обикновено проследени до даоистките традиции в Азия и в Запада до древна Гърция. Галилео Галилей, Рене Декарт, Френсис Бейкън и Исак Нютон обсъждат ползите от използването на подходи, които са по-математически и по-експериментални по методичен начин. Все пак философските гледни точки, предположения и предположения, често пренебрегвани, остават необходими в естествените науки. Систематичното събиране на данни, включително науката за откритията, последва естествената история, която се появява през 16 век чрез описване и класифициране на растения, животни, минерали и т.н. Днес „естествената история“ предлага описания за наблюдение, насочени към популярната аудитория.

## Области

### Астрономия
Астрономията е естествена наука, която изучава небесни обекти и явления. Обектите на интерес включват планети, луни, звезди, мъглявини, галактики и комети. Астрономията изследва всичко във Вселената извън земната атмосфера. Това включва обекти, които можем да видим с невъоръжено око. Астрономията е една от най-старите науки.
Астрономите от ранните цивилизации извършват методични наблюдения на нощното небе и са открити астрономически артефакти от много по-ранни периоди. Има два вида астрономия: наблюдателна астрономия и теоретична астрономия. Наблюдателната астрономия е фокусирана върху придобиването и анализирането на данни, като се използват главно основните принципи на физиката, докато теоретичната астрономия е ориентирана към разработването на компютърни или аналитични модели за описване на астрономически обекти и явления.
Тази дисциплина е наука за небесните обекти и явления, които произлизат извън атмосферата на Земята. Тя се занимава с еволюцията, физиката, химията, метеорологията и движението на небесните обекти, както и формирането и развитието на Вселената.
Астрономията включва изследване, изследване и моделиране на звезди, планети, комети. Повечето от информацията, използвана от астрономите, се събира чрез дистанционно наблюдение, въпреки че е извършено известно лабораторно възпроизвеждане на небесни явления (като молекулярната химия на междузвездната среда).
Докато произходът на изследването на небесните характеристики и явления може да се проследи до древността, научната методология в тази област започва да се развива в средата на 17 век. Ключов фактор е въвеждането от Галилео Галилей на телескопа за изследване на нощното небе по-подробно.
Математическото третиране на астрономията започва с развитието на Исак Нютон на небесната механика и законите на гравитацията, въпреки че е предизвикано от по-ранна работа на астрономи като Йохан Кеплер. До 19 век астрономията се развива във формална наука с въвеждането на инструменти като спектроскопа и фотографията, заедно с много подобрени телескопи и създаването на професионални обсерватории.

### Биология
Това поле обхваща разнообразен набор от дисциплини, които изследват явления, свързани с живите организми. Мащабът на изследване може да варира от подкомпонентна биофизика до сложна екология. Биологията се занимава с характеристиките, класификацията и поведението на организмите, както и начина, по който са се образували видовете и техните взаимодействия помежду си и околната среда.
Биологичните области на ботаниката, зоологията и медицината датират от ранните периоди на цивилизацията, докато микробиологията е въведена през 17 век с изобретяването на микроскопа. Въпреки това, едва през 19 век биологията се превръща в единна наука. След като учените открват общите черти между всички живи същества, е решено, че те са най-добре изучавани като цяло.
Някои ключови постижения в биологията са откриването на генетиката, еволюция чрез естествен отбор, зародишната теория на болестта и прилагането на техниките на биохимията и биофизиката на ниво клетка или органични съединения.
Съвременната биология е разделена на поддисциплини според вида на организма и мащаба, който се изучава. Молекулярната биология е изследването на фундаменталната химия на живота, докато клетъчната биология е изследването на клетката, основният градивен елемент на целия живот. На по-високо ниво анатомията и физиологията разглеждат вътрешните структури и техните функции на един организъм, докато екологията разглежда взаимосвързаността на различните организми.

### Науки за Земята
Науката за Земята (известна още като геонаука) е всеобхватен термин за науките, свързани с планетата Земя, включително геология, география, геофизика, геохимия, климатология, глациология, хидрология, метеорология и океанография.
Въпреки че добивът и скъпоценните камъни са били човешки интереси през цялата история на цивилизацията, развитието на свързаните науки на икономическата геология и минералогия се случва едва през 18 век. Изучаването на Земята, особено палеонтологията, разцъфтява през 19 век. Разрастването на други дисциплини, като геофизиката през 20 век, води до развитието на теорията за тектониката на плочите през 1960-те години, която има подобен ефект върху науките за Земята, както теорията на еволюцията има върху биологията. Науките за Земята днес са тясно свързани с петролните и природни ресурси, изследванията на климата и оценката и възстановяването на околната среда.

#### Атмосферни науки
Въпреки че понякога се разглежда във връзка с науките за Земята, поради независимото развитие на нейните концепции, техники и практики, както и факта, че има широк спектър от поддисциплини под своето крило, атмосферната наука също се разглежда отделен клон на естествените науки. Това поле изучава характеристиките на различните слоеве на атмосферата от нивото на земята до ръба на пространството. Времевият мащаб на изследването също варира от ден на век. Понякога областта включва и изучаване на климатични модели на планети, различни от Земята.

#### Океанография
Сериозното изследване на океаните започва в началото и средата на 20 век. Като област на естествените науки, тя е сравнително млада, но самостоятелни програми предлагат специализации по темата. Въпреки че остават някои противоречия относно категоризирането на областта под земни науки, интердисциплинарни науки или като отделна област сама по себе си, повечето съвременни работници в тази област са съгласни, че тя е узряла до състояние, в което има свои собствени парадигми и практики.

#### Физика
Физиката олицетворява изучаването на основните съставни части на Вселената, силите и взаимодействията, които те упражняват един върху друг, и резултатите, получени от тези взаимодействия. Като цяло физиката се счита за фундаментална наука, тъй като всички други природни науки използват и се подчиняват на принципите и законите на областта. Физиката разчита до голяма степен на математиката като логическа рамка за формулиране и количествено определяне на принципите.
Изучаването на принципите на Вселената има дълга история и до голяма степен произтича от пряко наблюдение и експериментиране. Формулирането на теориите за управляващите закони на Вселената е централно за изучаването на физиката от много рано, като философията постепенно отстъпва на систематично, количествено експериментално тестване и наблюдение като източник на проверка. Ключови исторически развития във физиката включват теорията на Исак Нютон за универсалната гравитация и класическата механика, разбирането на електричеството и връзката му с магнетизма, теориите на Айнщайн за специалната и общата теория на относителността, развитието на термодинамиката и квантовомеханичния модел на атомната и субатомната физика.
Областта на физиката е изключително широка и може да включва толкова разнообразни изследвания като квантова механика и теоретична физика, приложна физика и оптика. Съвременната физика става все по-специализирана, където изследователите са склонни да се фокусират върху определена област, вместо да бъдат „универсалисти“ като Исак Нютон, Алберт Айнщайн и Лев Ландау, които са работили в множество области.

### Химия
Съставяйки научното изследване на материята в атомен и молекулярно ниво, химията се занимава предимно с колекции от атоми, като газове, молекули, кристали и метали. Изследват се съставът, статистическите свойства, трансформациите и реакциите на тези материали. Химията също така включва разбиране на свойствата и взаимодействията на отделните атоми и молекули за използване в по-мащабни приложения.
Повечето химични процеси могат да бъдат изследвани директно в лаборатория, като се използват серия от (често добре тествани) техники за манипулиране на материали, както и разбиране на основните процеси. Химията често е наричана „централна наука“ поради ролята й в свързването на другите природни науки.
Ранните експерименти в химията имат своите корени в системата на алхимията, набор от вярвания, съчетаващи мистицизъм с физически експерименти. Науката за химия започва да се развива с работата на Робърт Бойл – откривателят на газа, и Антоан Лавоазие, който разработва теорията за запазване на масата.
Откриването на химичните елементи и атомната теория започва да систематизира тази наука и изследователите развиват съществено разбиране за състоянията на материята, йоните, химичните връзки и химичните реакции. Успехът на тази наука води до допълнителна химическа промишленост, която днес играе важна роля в световната икономика.